# Hans-Jürgen Mühle
Hans-Jürgen Mühle (* 1941 in Schweidnitz) ist ein deutscher Unternehmer und ehemaliger Geschäftsführer der Firma Mühle Glashütte GmbH.

## Leben
Nach Feinmechanikerlehre bei der Fa. Straßberger Glashütte und Armeezeit begann er 1962 auf der Ingenieurschule in Leipzig bzw. Jena ein Ingenieurstudium und schloss dieses 1965 als Ingenieur für Feinwerktechnik ab. Seine berufliche Laufbahn begann im VEB Messgeräte Beierfeld. Nach dem Tod seines Vaters 1970 übernahm er die Familienfirma und durfte nach der völligen Enteignung und Verstaatlichung 1972 Betriebsleiter bleiben. 1990 wurde er als Geschäftsführer für das Uhrenwerk von der Treuhandanstalt eingesetzt und löste dieses 1994 als Familienunternehmen aus dem Firmenverbund heraus.

## Firma Mühle-Glashütte GmbH
Das Unternehmen wurde 1868 von Robert Mühle unter dem Namen Robert Mühle & Sohn gegründet. Die Firma wurde von der Sowjetunion demontiert. Im Dezember 1945 gelang es Hans Mühle, einem Enkel des Firmengründers, den Betrieb neu aufzubauen. Unter der neuen Firmierung Hans Mühle Glashütte erfolgte die Produktion von Druck- und Temperaturmessgeräten sowie Lauf- und Hemmwerken für die im Wiederaufbau befindliche Glashütter Uhrenindustrie.
Nach dem Tod seines Vaters übernahm Hans-Jürgen Mühle 1970 die Leitung des privaten Unternehmens. 1972 wurde der Familienbetrieb im Rahmen der Überführung aller noch bestehenden privaten Unternehmen der DDR zwangsverstaatlicht. Die in Volkseigentum überführte Firma Mühle wurde 1980 in den VEB Glashütter Uhrenbetriebe (GUB) eingegliedert. Hans-Jürgen Mühle blieb jedoch weiterhin im Betrieb tätig, zunächst als Vertriebsleiter, ab 1990 als einer von fünf Geschäftsführern der GUB. Nach der Wende fing Mühle als Urenkel von dem Firmengründer Robert Mühle mit zwei Mitarbeitern wieder an und spezialisierte sich auf nautische Instrumente, produzierte ab 1996 auch mechanische Armbanduhren und übergab 2007 seinem Sohn Thilo die Leitung der Firma.

## Familie
Hans-Jürgen Mühle war mit Helga Mühle seit 1965 verheiratet, seine Frau verstarb 2011. Er ist Vater von einer Tochter und zwei Söhnen. Alle Kinder arbeiten in der Firma mit.